# Nokturn w czerni i w złocie – spadająca raca
Nokturn w czerni i w złocie – spadająca raca (ang. Nocturne in Black and Gold – The Falling Rocket) – obraz amerykańskiego malarza Jamesa McNeilla Whistlera namalowany około 1872–1877, znajdujący się w zbiorach Detroit Institute of Arts.

## Opis
Obraz przedstawia pokaz fajerwerków na tle nocnego nieba nad mostem Battersea Bridge w Londynie. Złote rozpryski oznaczają eksplodujące na nocnym niebie fajerwerki. Sztuczne ognie rozświetlają niebo tworząc poświatę w pochmurnej atmosferze i pozostawiając kłęby dymu. Artystę bardziej interesowało ukazanie efektów atmosferycznych niż szczegółowe przedstawienie rzeczywistego wydarzenia. Udało mu się namalować ciemność zachowując przy tym odpowiedni stopień kolorystyki oświetlenia. Na obrazie panuje poczucie przestrzennej niejasności umieszczonej na osnowie linii i form. Połączone tu zostały sprzeczne cechy energii i spokoju. 

## Historia
Obraz został po raz pierwszy wystawiony w 1878 roku w londyńskiej Grosvenor Gallery i spotkał się z kompletnym niezrozumieniem ze strony londyńskiej publiczności wychowanej na obrazach prerafaelitów. Znany krytyk sztuki John Ruskin skrytykował dzieło: 

Niewykształcony koncept tego artysty... przybliżył aspekt zamierzonego oszustwa... widziałem już przedtem i słyszałem wiele o bezczelności Londyńczyka; ale nigdy nie myślałem, że usłyszę pyszałka proszącego o 200 gwinei, żeby chlusnąć kubeł farby w twarz publiczności.

W odpowiedzi na te komentarze Whistler oskarżył Ruskina o zniesławienie. Wygrał proces, ale uzyskał tylko nieznaczne odszkodowanie. Koszty procesu doprowadziły go do bankructwa. W 1879 roku dom artysty został sprzedany a on sam wyjechał do Wenecji, żeby wykonać 12 akwafort na zlecenie Towarzystwa Sztuk Pięknych. Do Londynu powrócił w 1880 roku.
Sugerowano, iż John Ruskin cierpiał na arteropatię a spowodowane tym schorzeniem zaburzenia wzrokowe mogły stanowić przyczynę jego irytacji w przypadku tego konkretnego obrazu.